# Gafarró de Príncipe
El gafarró de Príncipe (Crithagra rufobrunnea) és un ocell de la família dels fringíl·lids (Fringillidae).
Viu a les clarianes del bosc i terres de conreu de les illes de Príncipe i São Tomé.